# 馬嗣明
馬 嗣明（ば しめい、生没年不詳）は、中国の南北朝時代の医師。本貫は河内郡野王県。

## 経歴
若くして医術に明るく、広く医学典籍を読んで、『鍼灸甲乙経』・『素問』・『明堂図』・『神農本草経』などを暗誦していた。邢卲の子の邢大宝が傷寒を患い、嗣明がこれを診察して脈をみると、「1年を出ることなく死にいたるもので、治すことはできません」と楊愔に告げた。邢大宝は1年経たずに死去した。
楊愔が背腫を患うと、嗣明は練石の塗り薬を処方し、これを治癒させた。武平年間、通直散騎常侍に転じた。ある家に2人の奴隷がいたが、2人の身体が真っ青になり、ものを食べることができずに痩せ細るという症状をみせた。何人もの医者に見せたが、その病を知る者はなかった。嗣明がこれを診察して、両足の甲の上にそれぞれ三七壮の灸を据えると、2人の病は快癒した。このように嗣明の針灸法はしばしば『明堂図』のものと異なっていた。
武平末年、後主に従って晋陽に赴くと、遼陽山中で数カ所の掲示を見かけた。その掲示には、難病に苦しむ女がおり、治療できた者には銭10万を与えると書かれていた。嗣明が診察するに、女の手臂の腫れが半身に及んでおり、痛みは耐え難く昼夜に呻吟するありさまであった。嗣明が薬湯を処方して呑ませると、嗣明が後主に従って帰るころには、女は平復していた。隋の開皇年間、嗣明は太子薬蔵監として、死去した。

## 伝記資料
- 『北斉書』巻49 列伝第41
- 『北史』巻90 列伝第78